# Ça fait rire les oiseaux
Ça fait rire les oiseaux est une chanson du groupe français La Compagnie créole sortie en 1986. 
Les paroles ont été écrites par Daniel Vangarde et la musique a été créée par Jean Kluger.

## Histoire de la chanson
Après leur premier succès de 1982 (C'est bon pour le moral), le groupe La Compagnie Créole enchaîne plusieurs autres succès. Ce groupe se retrouve au printemps 1986 dans un studio d'enregistrement de Bordeaux pour travailler sur un album supplémentaire. Plusieurs titres sont déjà prêts, mais il manque un titre un peu plus fort pour faire un tube et aider à lancer cet album. Il fait chaud, quelqu'un ouvre la fenêtre, des oiseaux se mettent sur le bord de la fenêtre et piaillent alors qu'un des membres du groupe, Arthur Apatout, raconte une histoire. Le point de départ d'un nouveau titre est trouvé.
La première version est sur un rythme reggae, mais finalement, ce titre est réenregistré pour sortir en single sur un rythme plus zouk. C'est cette version qui est la plus connue.
En 2000, un groupe québécois, Capitaine Révolte, réenregistre le morceau, avec une couleur bien différente, plus proche de leur univers, mais le succès est limité.
En 2010, une étudiante du département de psychologie de l'université de Montréal, compare une centaine de chansons et les effets de leur écoute auprès de 56 internautes francophones. Ce titre en ressort comme étant le plus obsédant (les paroles restent en tête de façon involontaire le plus longtemps).

## Classement hebdomadaire
| Classement (1986) | Meilleure position |
| ----------------- | ------------------ |
| France (SNEP)     | 16                 |